# Les Vieux Corps
Die Bezeichnung Les Vieux Corps wurde in der französischen Armee des Ancien Régime für die einzigen ständig im Dienst stehenden und nach der königlichen Garde höchstangesehenen Infanterieregimenter verwendet. Es bestanden die beiden Gruppen der sogenannten Grands Vieux (Großen Alten) und der Petits Vieux (Kleinen Alten)
Die Begriffe verschwanden nach dem 1. Januar 1791, als die Regimentsnamen abgeschafft wurden.

## Ursprünge
Die „Vieux Corps“ entstanden aus den sogenannten „Bandes des provinces frontières“, den bewaffneten Heerhaufen der Grenzprovinzen. Es handelte sich dabei um Schweizer, Spanier, Italiener, Gascogner sowie deutsche Landsknechte (Lansquenets) und Reiter (Reîtres). Das waren furchterregende und vor nichts zurückschreckende Söldner, die an der Spitze der französischen Infanterie (die nicht selten aus zwangsverpflichteten und schlecht ausgerüsteten Bauern bestand) eingesetzt wurden, bis im 16. Jahrhundert mit dem Korps der „Bandes noires du Piémont“ eine eigene solche Truppe entstand, die dann zum Grundstock für die „Großen alten Regimenter“ (und für das stehende Heer) wurde.

## Die „Grands Vieux Corps“
Nach der französischen Schlachtordnung standen an der Spitze die Einheiten der königlichen Garde, das Régiment des Gardes françaises und das Régiment des Gardes suisses, es folgten die Regimenter der „Vieux Corps“. Die Garde und die „Vieux Corps“ standen im Ansehen über allen anderen Regimentern der Armee und hatten eine nicht unerhebliche Anzahl von Sonderrechten. Sie führten als erste die weiße Fahne (Drapeau blanc oder Drapeau colonel) der Leibkompanie.
Es waren
- das Régiment de Picardie – 1. Regiment, aufgestellt 1479
- das Régiment de Navarre – 2. Regiment, aufgestellt 1558
- das Régiment de Champagne – 3. Regiment, aufgestellt 1558
- das Régiment de Piémont – 4. Regiment, aufgestellt 1558

In der ersten Hälfte des folgenden Jahrhunderts wurde die Gruppe um zwei Regimenter verstärkt:
- das Régiment de Normandie – 5. Regiment, aufgestellt 1616
- das Régiment de La Marine – 6. Regiment, aufgestellt 1635

Die Regimenter de Champagne, de Piémont und de Normandie führten bis zur Abschaffung der Regimentsnamen am 1. Januar 1791 immer die gleiche Bezeichnung.
Die „Grands Vieux“ waren während ihres Bestehens bis zum 1. Januar 1791 königliche Regimenter, der Regimentsinhaber war der König selbst, und sie wurden daher von einem Colonel-lieutenant oder Colonel en second kommandiert. Die Rekrutierung und Versorgung oblag direkt dem Kriegsministerium. Es waren die einzigen sechs Infanterieregimenter, die auch in Friedenszeiten niemals reduziert oder aufgelöst wurden.

### Fahnen der „Grands Vieux Corps“
Leibfahnen

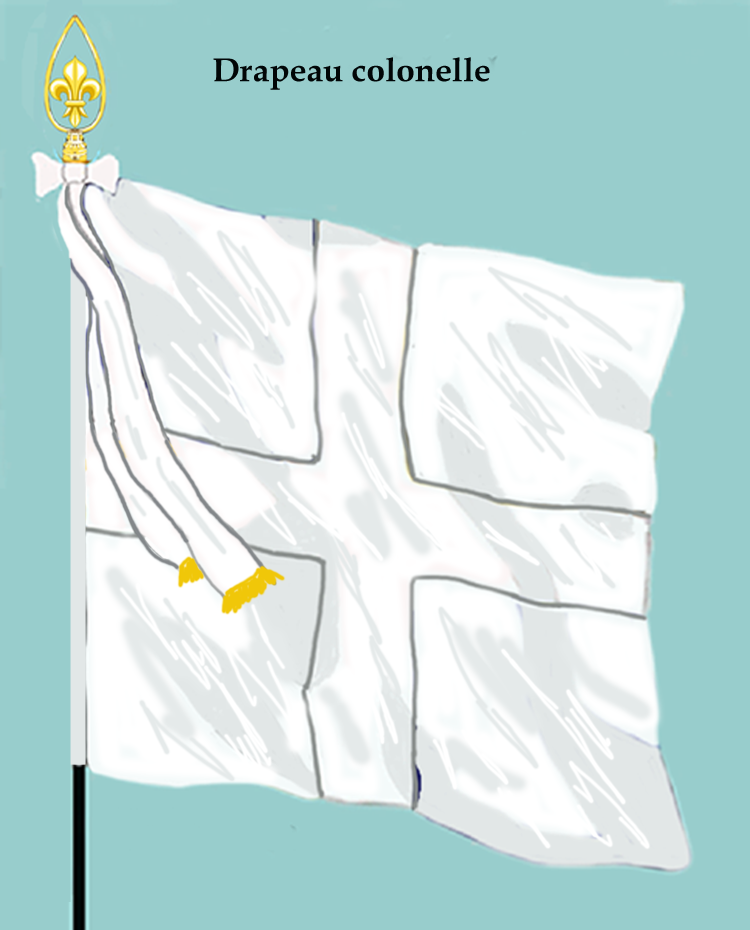
Allgemeine Leibfahne
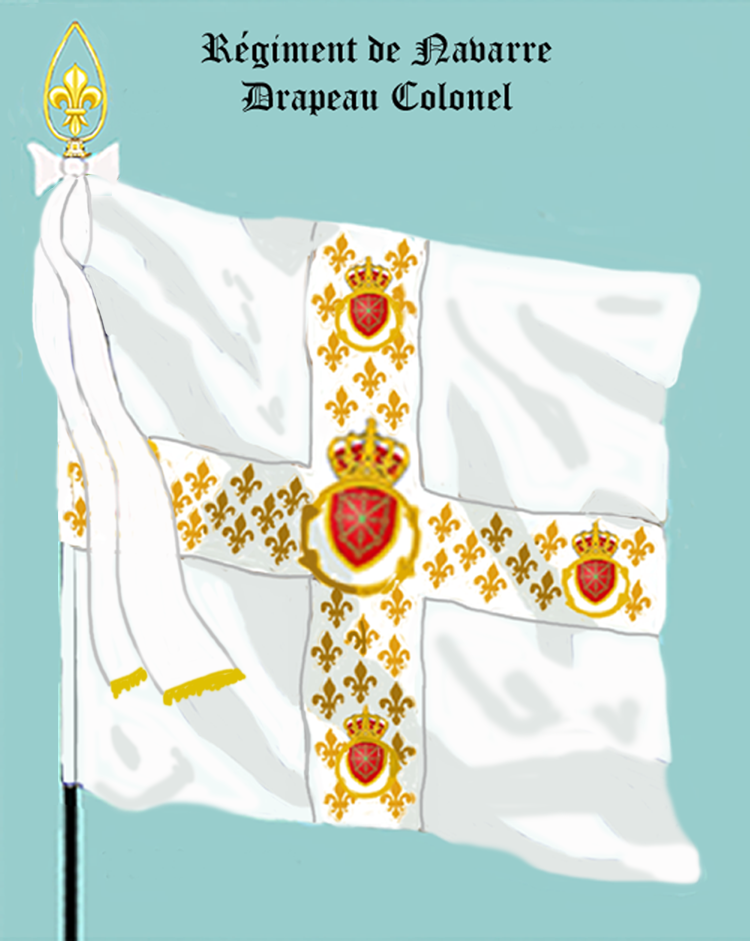
Leibfahne von Navarre

Ordonnanzfahnen und Uniformen

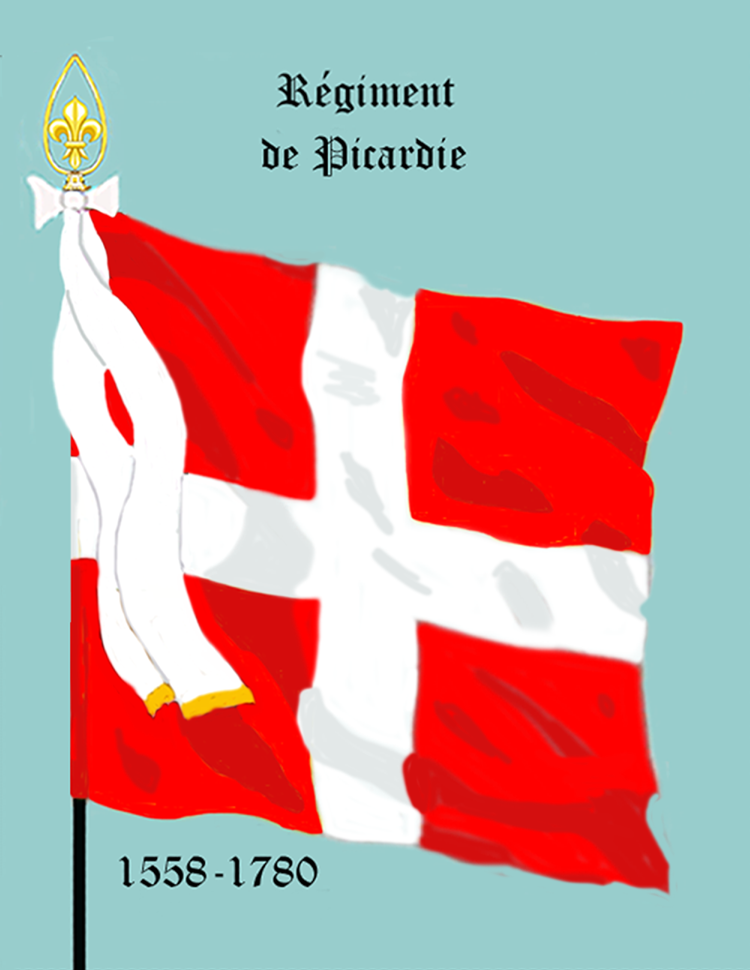
Régiment de Picardie 1585 bis 1780
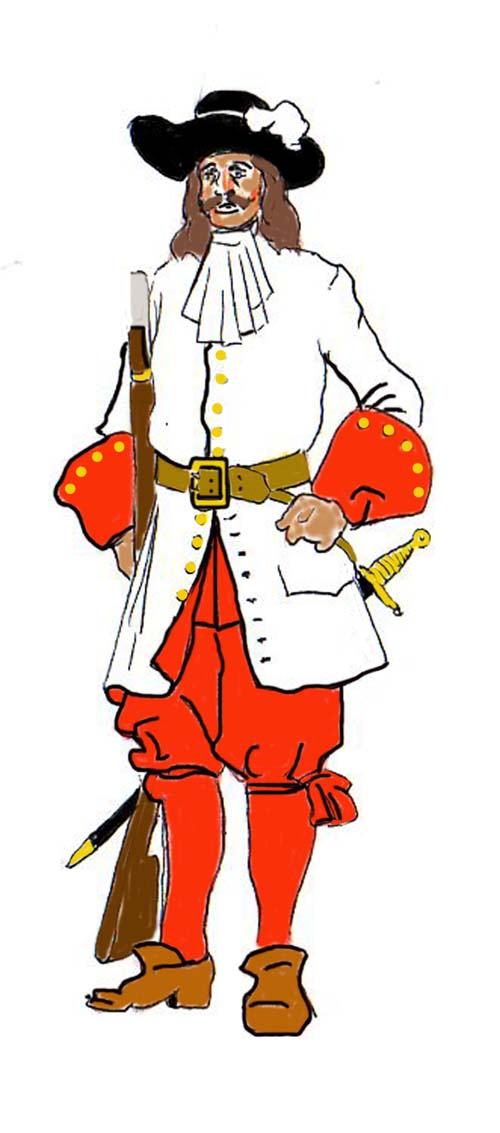
Régiment de Picardie 1672
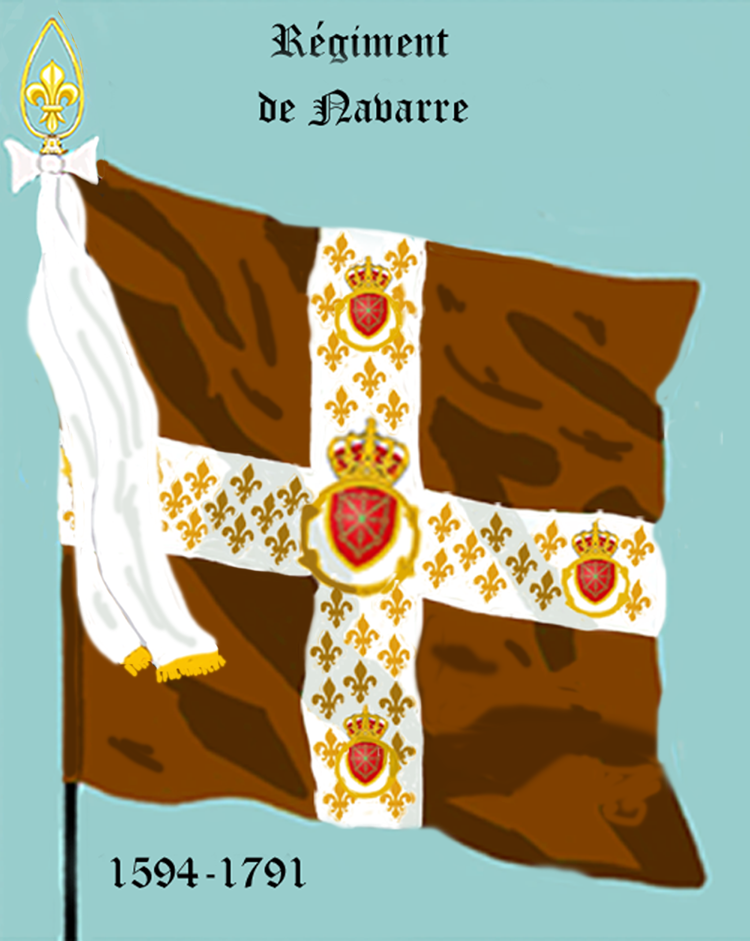
Régiment de Navarre 1594 bis 1791
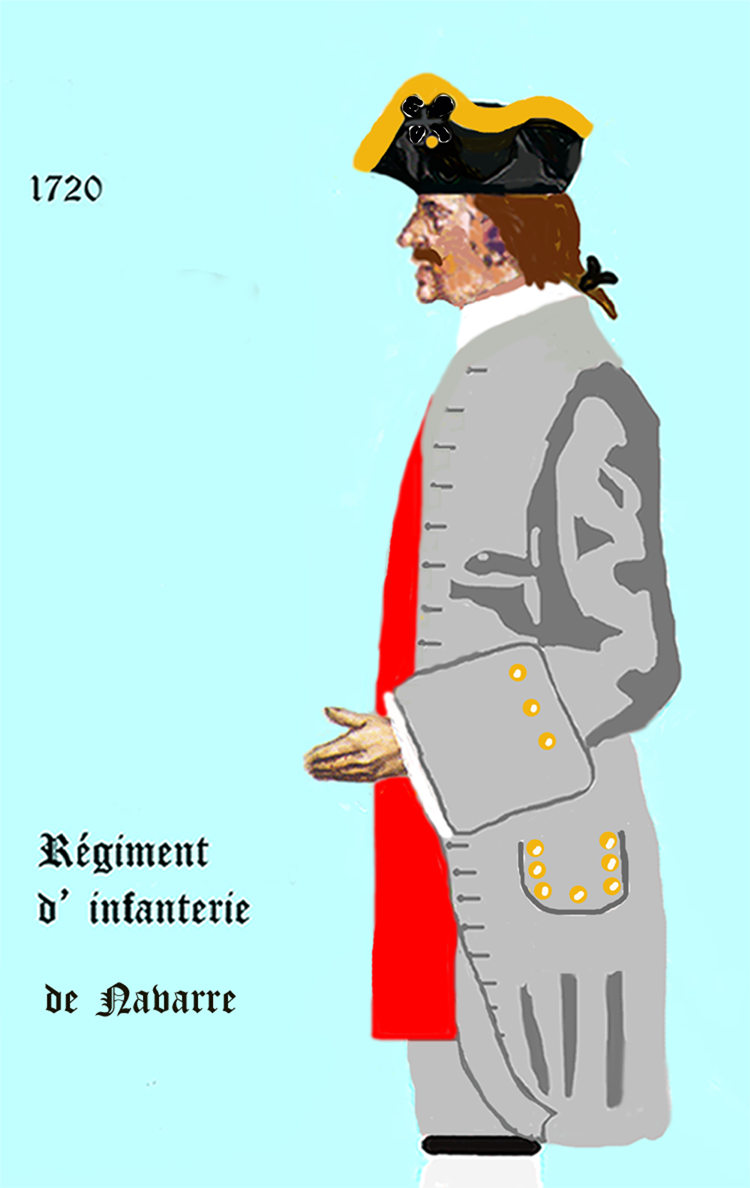
Régiment de Navarre 1720
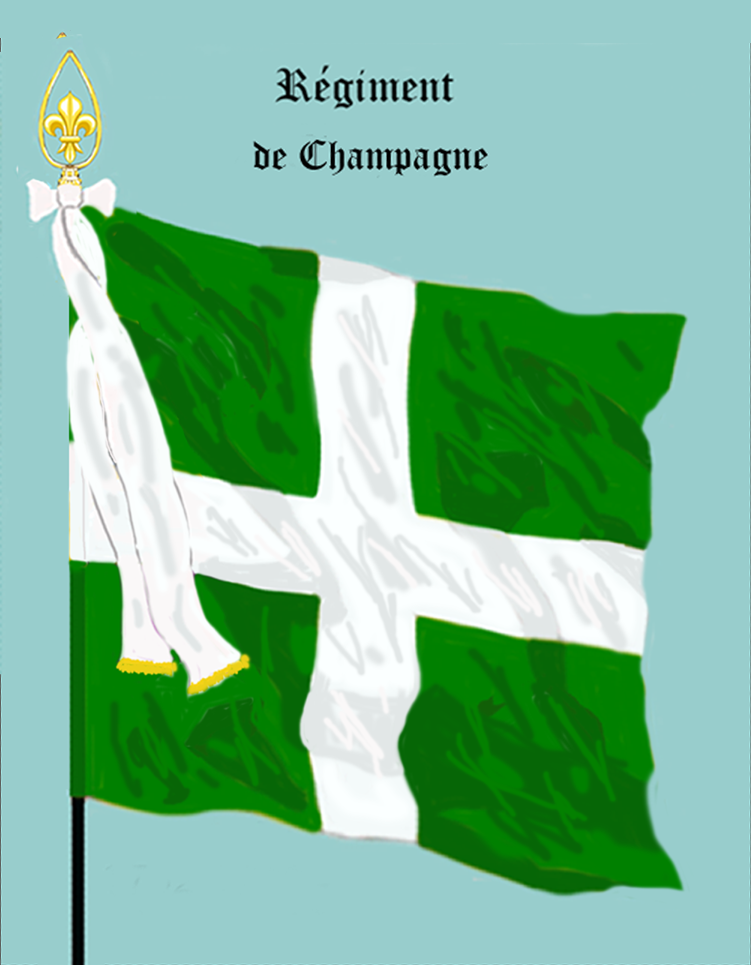
Régiment de Champagne 1585 bis 1791
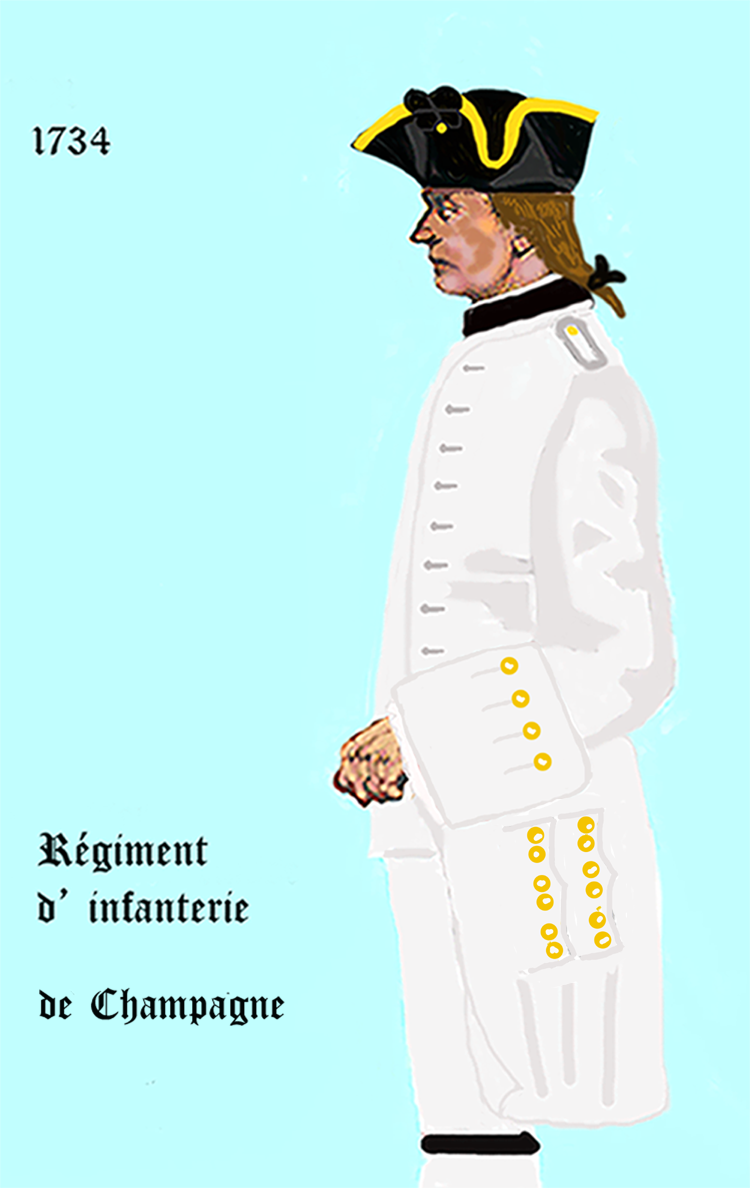
Régiment de Champagne 1734
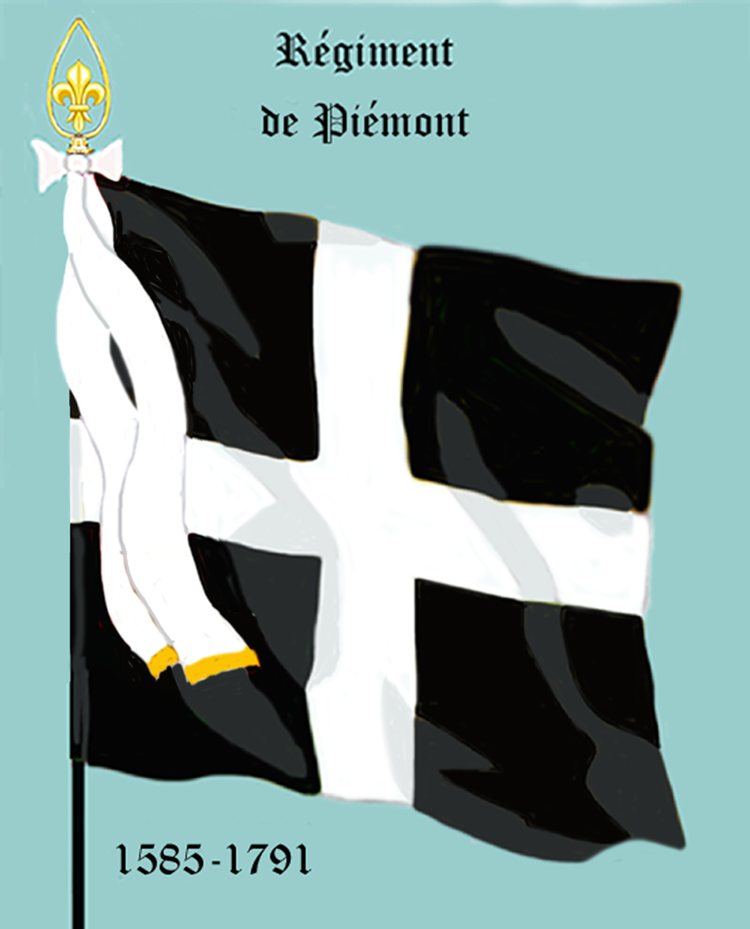
Régiment de Piémont 1585 bis 1791
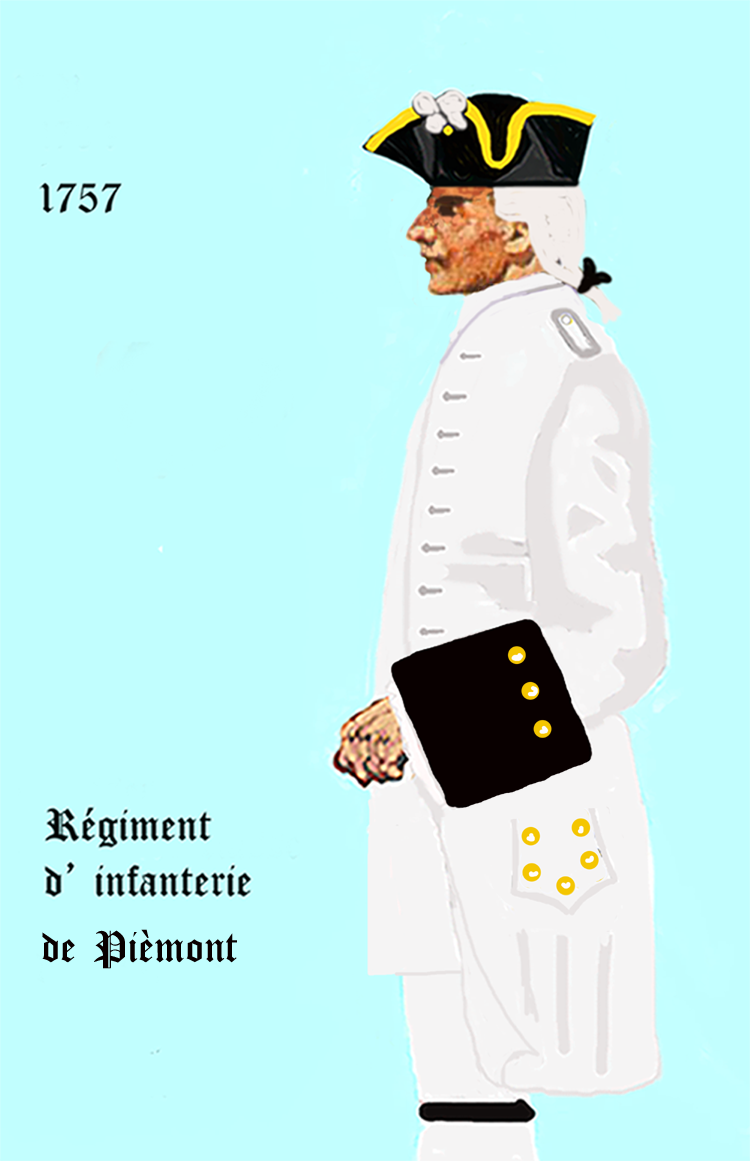
Régiment de Piémont 1757
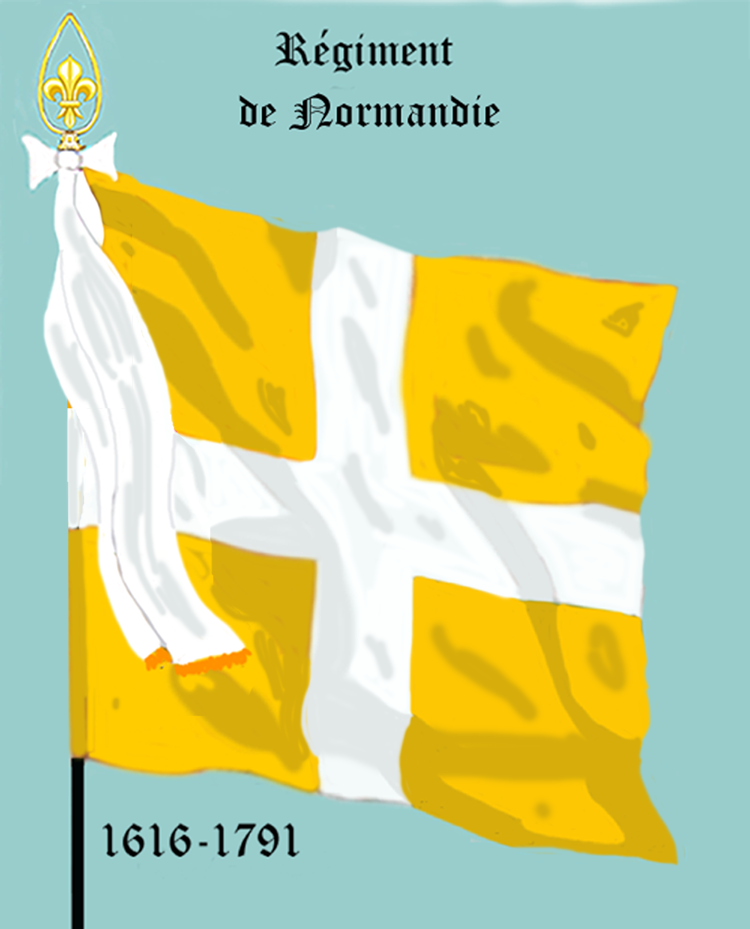
Régiment de Normandie 1616 bis 1791
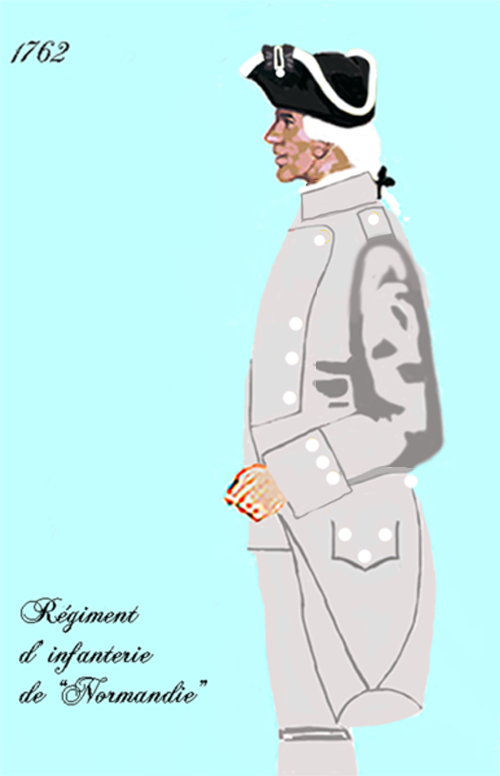
Régiment de Normandie 1762
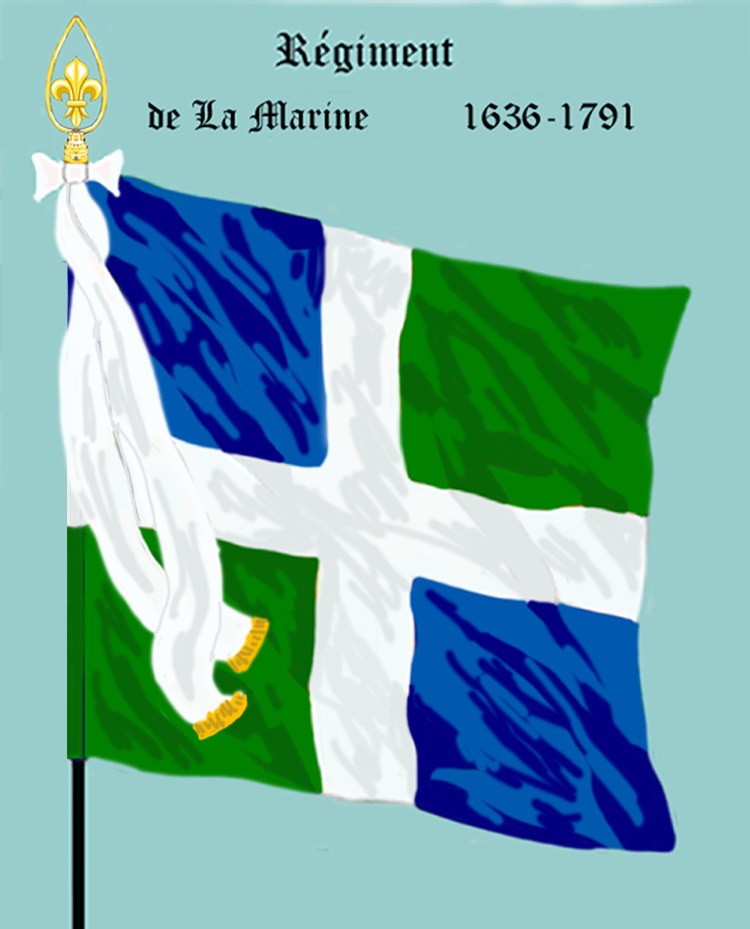
Régiment de La Marine 1636 bis 1791
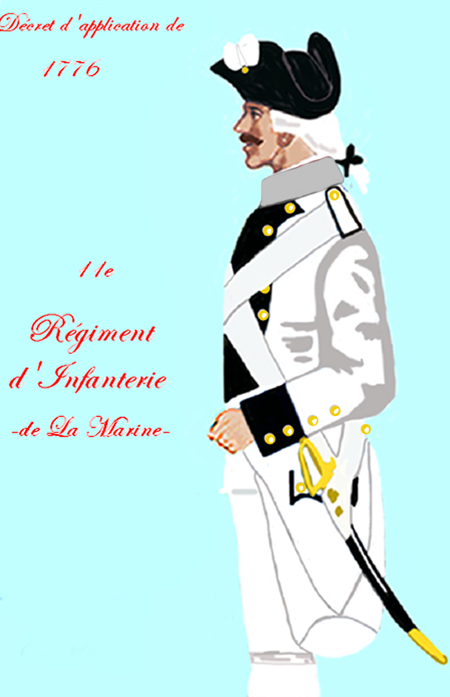
Régiment de La Marine 1776

### Der Fall „La Marine“
Nachdem der Kardinal de Richelieu sich 1635 mit dem „Régiment de Cardinal-Duc“ sein eigenes Regiment geschaffen hatte (es handelte sich um eine reine Prestigeangelegenheit), sorgte er mit seinem Einfluss dafür, dass dieses Regiment den Status der „Großen Alten“ erhielt und mit der weißen Leibfahne ausgestattet wurde. Das erweckte sofort Neid und Missgunst bei den anderen Regimentsinhabern aus dem Hochadel, deren Einheiten um einiges älter waren und denen dieses Privileg verwehrt worden war. Das führte so weit, dass es noch 1650 zu Streitigkeiten wegen des Vortritts beim Angriff auf Mouzon kam, das von den Spaniern besetzt war. Das involvierte Régiment de Sault war eines der großen alten Regimenter und unter keinen Umständen bereit, den „Emporkömmlingen“ von „La Marine“ den Vortritt zu lassen. Schließlich musste der König (bzw. die Königin als Regentin) eingreifen. Das „Régiment de La Marine“ wurde ab 1636 im Brigadeverband mit dem Régiment de Picardie eingesetzt – wobei beide Einheiten ohne Unterschied zu behandeln waren.
Nachdem sich mit der Zeit die Autorität von Louis XIV gefestigt hatte, setzte er das Regiment per königlichem Dekret vom 26. März 1670 definitiv auf den 6. Rang der „Großen Alten“ Regimenter und beendete allen Disput.

## Die „Petits Vieux Corps“
Unter Ludwig XIII. gab es dann weitere sechs Infanterieregimenter von hohem Ansehen, die die „Kleinen Alten“ genannt wurden. Sie zählten nicht unbedingt zu den ältesten Regimentern, hatten jedoch ebenfalls Privilegien und führten vor den normalen Regimentern das weiße Kreuz in den Fahnen. Ebenso wie die „Großen Alten“ hatten sie einen eigenen Prévôt de justice
Von diesen sechs Regimentern führten jedoch nur drei ständig den gleichen Namen:
- das Régiment de Bourbonnais (als Nr. 2)
- das Régiment d’Auvergne (als Nr. 3)
- das Régiment du Roi[6] (als Nr. 6)

Die anderen drei trugen den Namen des jeweiligen Colonel und änderten diesen beim Wechsel des Regimentsinhabers:
- das Régiment de Flandre
- das Régiment de Guyenne
- das Régiment de Béarn

Auch sie zählten zu den königlichen Regimentern mit den damit verbundenen Besonderheiten. Auch sie wurden in Friedenszeiten niemals aufgelöst, unterlagen dann jedoch der Reduzierung, was bei Bedarf zu einer Personalverringerung bis auf eine oder zwei Kompanien führte.

### Fahnen der Petits Vieux
Leibfahnen

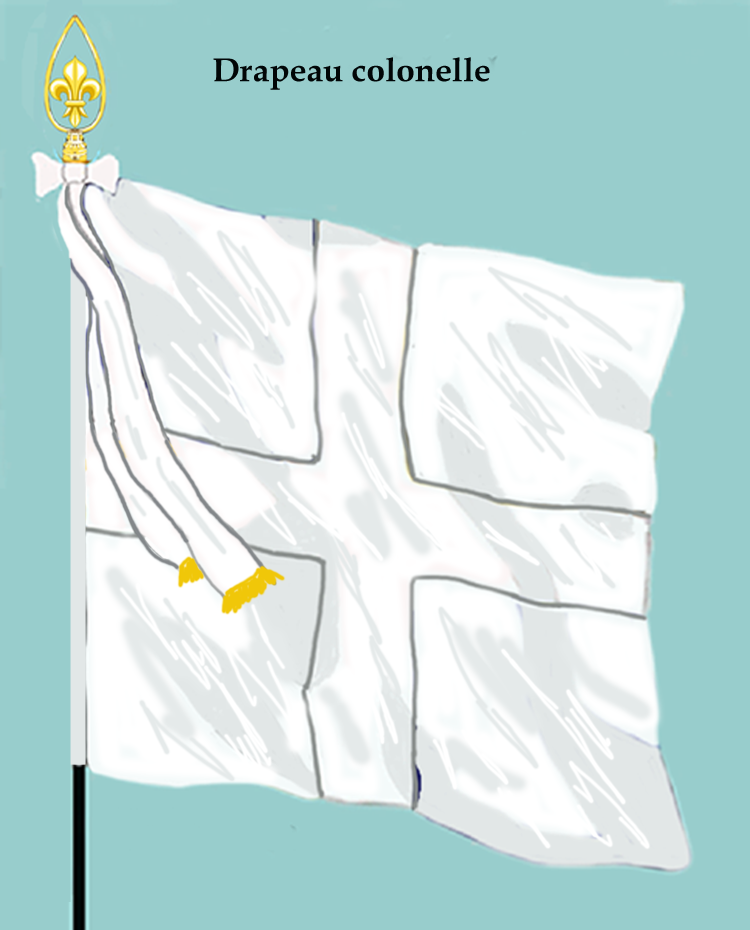
Allgemeine Leibfahne
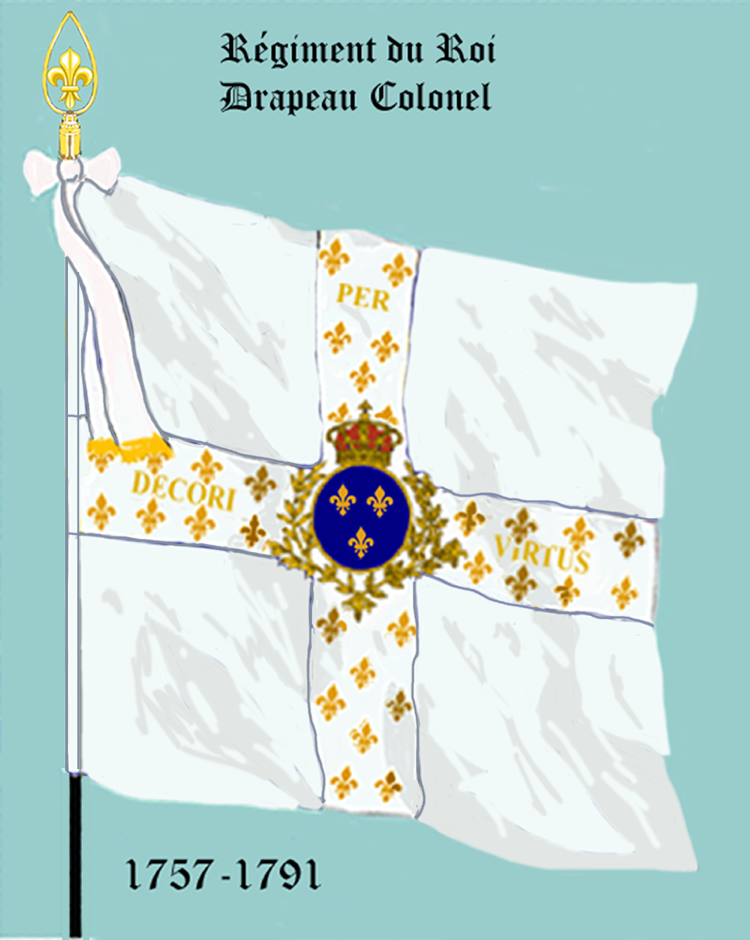
Leibfahne des Régiment du Roi 1757 bis 1791

Ordonnanzfahnen

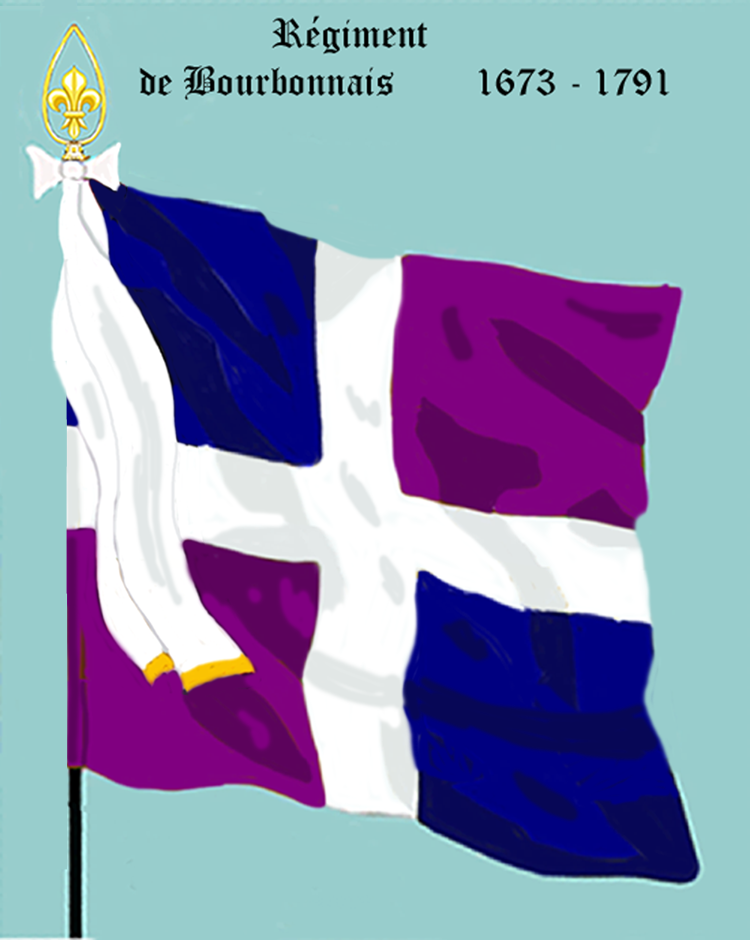
Régiment de Bourbonnais 1673 bis 1791
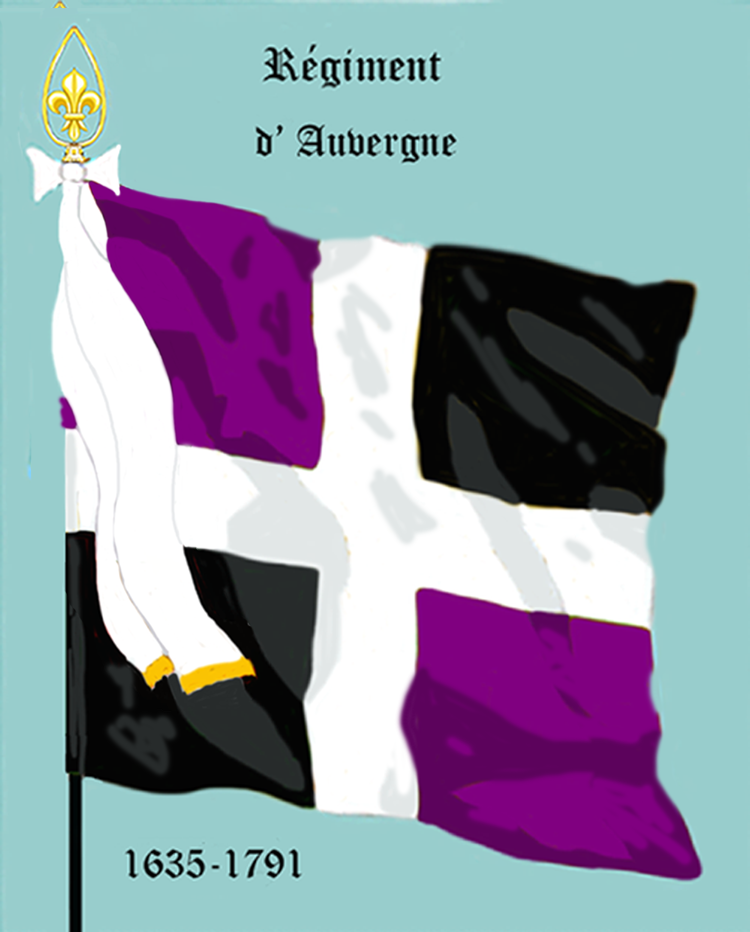
Régiment d’Auvergne 1635 bis 1791
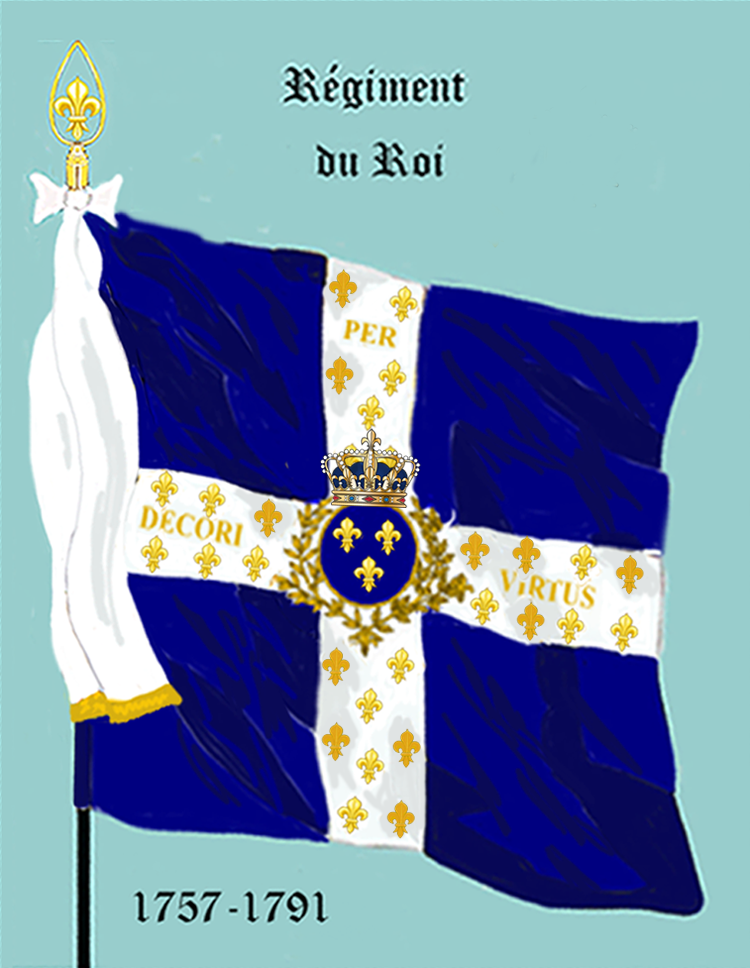
Régiment du Roi 1757 bis 1791

Fest zu den sechs Regimentern der „Petits Vieux“ gehörten nur die drei hier aufgeführten. Die anderen drei Plätze wurden unterschiedlich vergeben.